# Liste des présidents de l'Ouzbékistan
Pour un article plus général, voir Président de la république d'Ouzbékistan.
Cette article dresse la liste des présidents de l'Ouzbékistan, depuis l'indépendance du pays en 1991. 

## Liste des titulaires
| N° | Portrait               | Titulaire (Naissance-mort)          | Élection | Mandat           | Mandat                              | Mandat                    | Parti politique | Parti politique | Réf. |
| N° | Portrait               | Titulaire (Naissance-mort)          | Élection | Début            | Fin                                 | Durée                     | Parti politique | Parti politique | Réf. |
| -- | ---------------------- | ----------------------------------- | -------- | ---------------- | ----------------------------------- | ------------------------- | --------------- | --------------- | ---- |
| 1  | Islam Karimov          | Islam Karimov (1938-2016)           | 1990     | 24 mars 1990     | 4 janvier 1992                      | 26 ans, 5 mois et 9 jours |                 | OʻzKP           | ,    |
| 1  | Islam Karimov          | Islam Karimov (1938-2016)           | 1991     | 4 janvier 1992   | 22 janvier 2000                     | 26 ans, 5 mois et 9 jours |                 | XDP             | ,    |
| 1  | Islam Karimov          | Islam Karimov (1938-2016)           | 2000     | 22 janvier 2000  | 16 janvier 2008                     | 26 ans, 5 mois et 9 jours |                 | XDP             | ,    |
| 1  | Islam Karimov          | Islam Karimov (1938-2016)           | 2007     | 16 janvier 2008  | 10 avril 2015                       | 26 ans, 5 mois et 9 jours |                 | OʻzLiDeP        | ,    |
| 1  | Islam Karimov          | Islam Karimov (1938-2016)           | 2015     | 10 avril 2015    | 2 septembre 2016 (mort en fonction) | 26 ans, 5 mois et 9 jours |                 | OʻzLiDeP        | ,    |
| —  | Nigʻmatilla Yoʻldoshev | Nigʻmatilla Yoʻldoshev (né en 1962) | intérim  | 2 septembre 2016 | 8 septembre 2016                    | 6 jours                   |                 | OʻzMTDP         | ,    |
| 2  | Shavkat Mirziyoyev     | Shavkat Mirziyoyev (né en 1957)     | intérim  | 8 septembre 2016 | 14 décembre 2016                    | 8 ans, 8 mois et 2 jours  |                 | OʻzMTDP         | ,    |
| 2  | Shavkat Mirziyoyev     | Shavkat Mirziyoyev (né en 1957)     | 2016     | 14 décembre 2016 | 6 novembre 2021                     | 8 ans, 8 mois et 2 jours  |                 | OʻzLiDeP        | ,    |
| 2  | Shavkat Mirziyoyev     | Shavkat Mirziyoyev (né en 1957)     | 2021     | 6 novembre 2021  | 14 juillet 2023                     | 8 ans, 8 mois et 2 jours  |                 | OʻzLiDeP        | ,    |
| 2  | Shavkat Mirziyoyev     | Shavkat Mirziyoyev (né en 1957)     | 2023     | 14 juillet 2023  | en cours                            | 8 ans, 8 mois et 2 jours  |                 | OʻzLiDeP        | ,    |